# Antilliaanse nachtzwaluw
De Antilliaanse nachtzwaluw (Chordeiles gundlachii) is een vogel uit de familie nachtzwaluwen (Caprimulgidae).

## Verspreiding en leefgebied
Deze soort komt voor in zuidelijk Florida, de Bahama's, Cuba, Hispaniola, Jamaica, Puerto Rico en de Maagdeneilanden. 